# 月球车2号
月面步行者二號（"Moonwalker 2"）是苏联研制的第二个无人月球车，高1.35米，长1.7米，宽1.6米。主要任务同月球车1号相同，也是收集月球表面照片，全车拥有3个摄像头。除摄像头外，月球车2号还拥有激光测距、X射线探测仪、磁场探测仪等装置。它以八个相互独立的电动车轮驱动，车体能源来自于太阳能电池，车上携带的钋210放射性元素用来在夜晚为车体供热，保证仪器不因低温而损坏。月球车2号总共工作了4个月，拍摄了86张全景照片和80000张照片。
在1973年1月，月球21号飞船登陆月球，并部署了苏联的第二个月球车（月球车2号）。

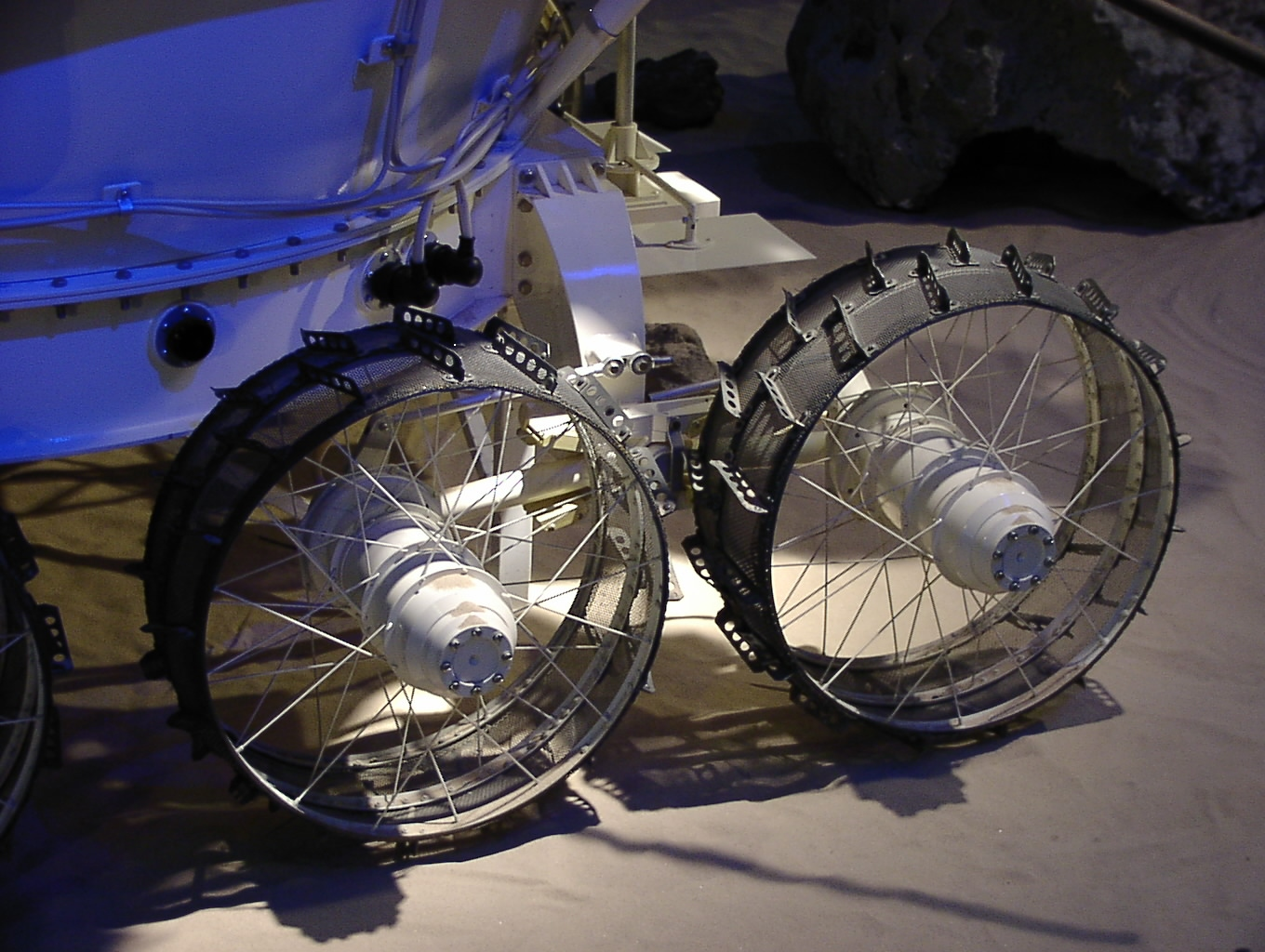
月球车2号的轮子细节。

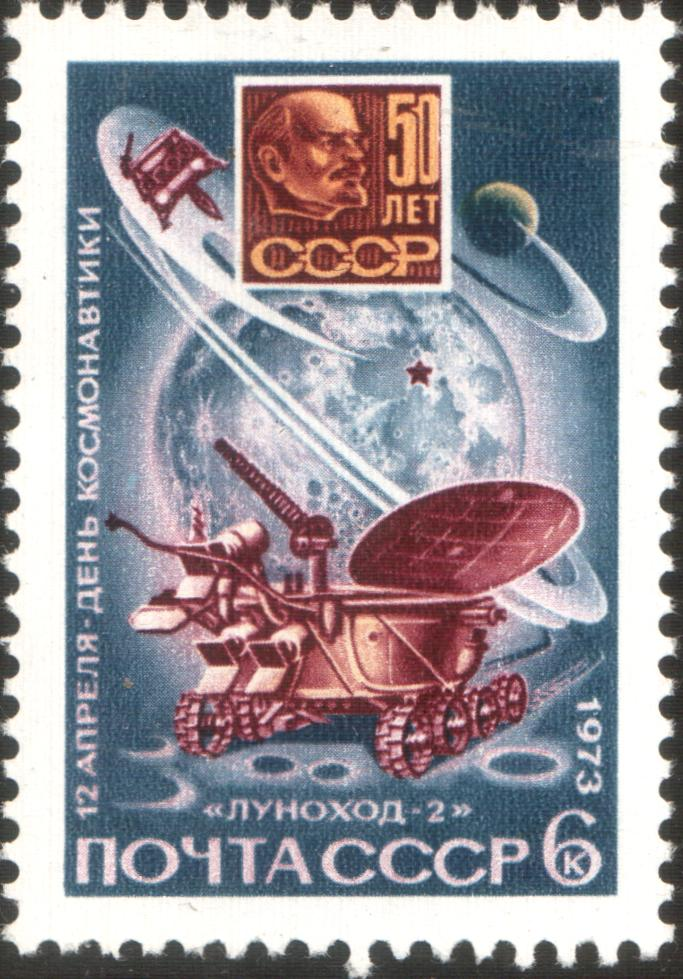
苏联的月球车2号邮票。

## 參阅
- 月球17号
  - 月球车1号
- 月球21号
- 玉兔號月球車，下一個登陸月球的月球車，於此40年後於2013年12月14日登陸。